# Matka Boża z Covadonga

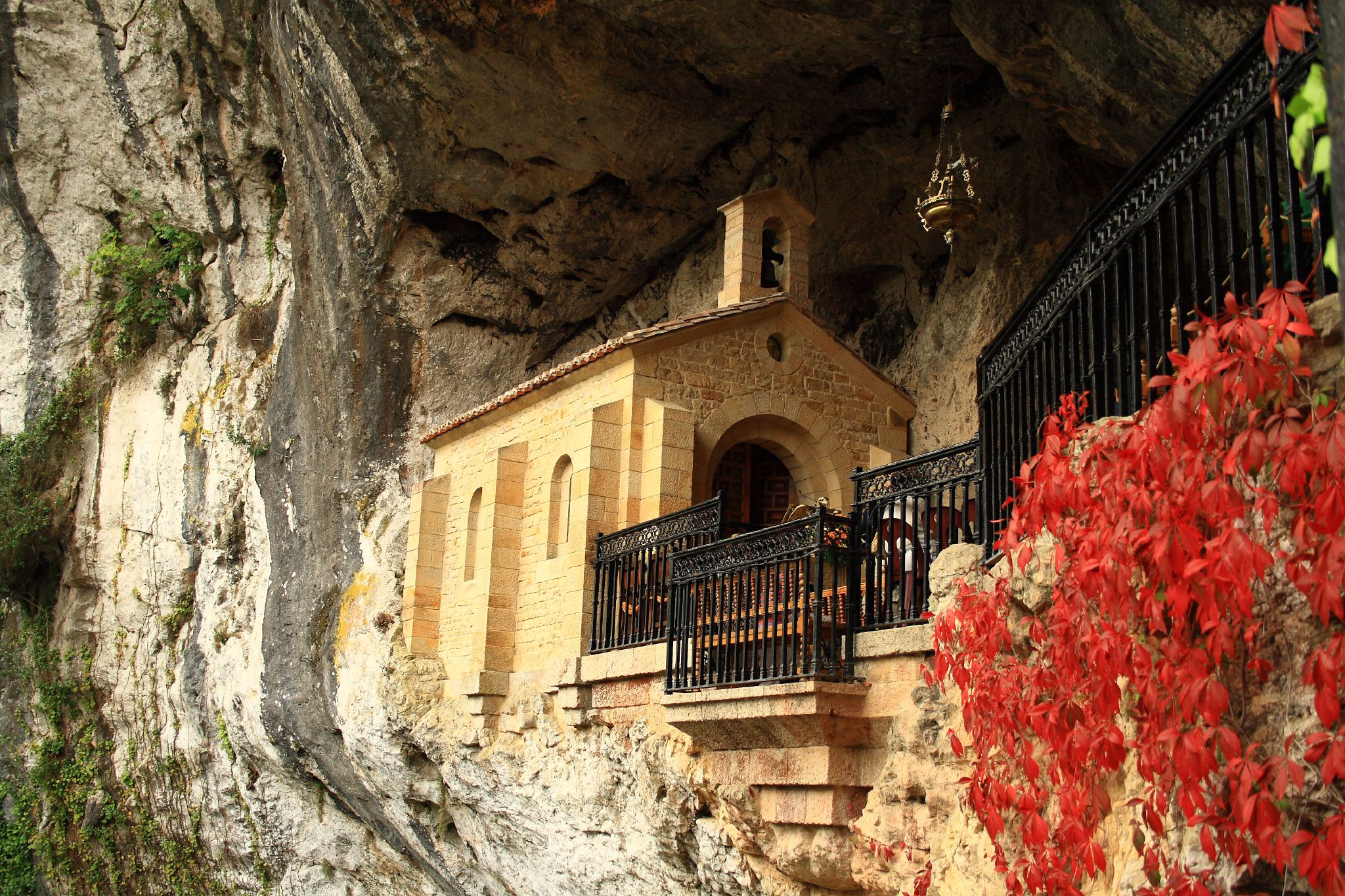
Sanktuarium maryjne w Covadonga.

Matka Boża z Covadonga – wizerunek Matki Bożej znajdujący się w grocie Covadonga (Hiszpania).
Tradycyjne miejsce pielgrzymkowe położone na Półwyspie Iberyjskim w grocie skalnej gdzie znajduje się figura Matki Bożej Królowej Asturii.
Postać odziana w suknię i płaszcz stoi na tronie. Od 1989 r. figurę ozdabia złota róża złożona w ofierze przez papieża Jana Pawła II w czasie pielgrzymki do Hiszpanii.

## Źródła internetowe i linki zewnętrzne
SANKTUARIUM NA SKALNEJ ŚCIANIE. [dostęp 2010-07-22].